# Punto di caduta
Punto di caduta (Cascade Point) è un romanzo breve di fantascienza hard dello scrittore statunitense Timothy Zahn, pubblicato nel 1983.
Il titolo si riferisce all'artificio narrativo descritto nella storia, un punto nello Spazio in cui le astronavi possono transitare da un punto ad un altro, coprendo in poche ore la distanza di migliaia di anni luce.

## Storia editoriale
Il romanzo breve è stato pubblicato per la prima volta nel dicembre del 1983 nella rivista Analog, successivamente ripubblicata nella raccolta Cascade Point and Other Stories del 1986.
Nel 1984 l'opera ha vinto il Premio Hugo per il miglior romanzo breve, classificandosi anche al secondo posto al Premio Locus per il miglior romanzo breve.

## Trama
Pali Durriken è il comandante  del cargo stellare Dancer, un'astronave antiquata che, per ammortizzare le spese dei viaggi, è stata adattata anche al trasporto di alcuni passeggeri paganti. Il sistema di navigazione a velocità superiore a quella della luce si basa su successivi salti nell'iperspazio, i cosiddetti "punti di caduta", che possono avvenire grazie a fenomeni fisici ottenuti sfruttando la peculiarità di una lega metallica chiamata "metallo Ming". La caduta è un fenomeno ancora misterioso e causa ai viaggiatori delle visioni, forse dovute a collegamenti con universi paralleli o forse causate da distorsioni psichiche che causano malessere ai viaggiatori. Durante le cadute tutto il personale viene sedato, a eccezione del capitano che è costretto a sorvegliare manualmente gli apparati di navigazione e a sopportare le disturbanti visioni. La Dancer inizia il viaggio verso la colonia terrestre di Taimyr; a bordo, tra i passeggeri, viaggiano Rik Bradley, affetto da patologie psichiatriche, e il suo medico, Hammerfeld Lanton dell'Istituto Svedese di Psichiatria che vuole sperimentare sul suo paziente una terapia innovativa basata sugli effetti psichici generati delle cadute. Durante la navigazione si registrano delle immotivate deviazioni di rotta. Successive indagini rilevano in alcuni strumenti di Lanton un a certa quantità di metallo Ming la cui presenza a bordo non era stata calcolata ai fini della navigazione.
All'arrivo non vi è traccia della colonia di Taimyr. Gli errori di rotta accumulati durante le varie cadute hanno portato la Dancer in un universo parallelo in cui il pianeta Taimyr non è mai stato colonizzato dalla Terra. Pali tenta di calcolare il percorso a ritroso verso i punti di caduta già attraversati. La manovra deve essere effettuata manualmente, poiché la fisica tradizionale e quindi i computer non funzionano nell'iperspazio e a tale difficoltà si somma la possibilità che i successi ottenuti nella cura della malattia di Bradley vengano vanificati nelle cadute di ritorno. A tale piano si oppone inizialmente Alana Keal, membro dell'equipaggio, innamoratasi di Bradley, temendo per la sua salute. La precisione nella ricostruzione avviene attraverso lo studio delle visioni psichiche avute da Bradley e registrate mnemonicamente dal dottor Lanton: si è scoperto infatti che la regolarità e ciclicità delle visioni ha attinenza con le deviazioni effettuate durante le cadute. Il piano ha successo, la Dancer ritorna nello spazio-tempo di partenza ma i successi terapeutici ottenuti dalla cura sperimentale sono regrediti durante il viaggio di ritorno. L'avventura vissuta dalla Dancer ha un forte impatto sull'opinione pubblica e un'importante compagnia di navigazione propone a Pali il comando di un'astronave da crociera, ma l'uomo rifiuta.
Pali preferisce rimanere al comando della vecchia Dancer insieme ai suoi compagni e ad Alana, che nel frattempo ha deciso a sua volta di non seguire Bradley sulla Terra e di rimanere sull'astronave.

## Personaggi
Pali DurrikenIl comandante  del cargo stellare Dancer
Rik BradleyIl passeggero  della Dancer, affetto da patologie psichiatriche.
Hammerfeld LantonLo psichiatra che ha in cura Bradley.
Alana KealMembro dell'equipaggio, innamorata di Bradley.

## Edizioni
- (EN) Timothy Zahn, Cascade Point, in Analog Science Fiction and Fact, CII-13, Davis Publications, Dicembre 1983.
- (EN) Timothy Zahn, Cascade Poin, in Cascade Point and Other Stories, A Bluejay International Edition, Bluejay Books, 1986, ISBN 978-0-312-94041-6.
- Timothy Zahn, Punto di caduta, in Piergiorgio Nicolazzini (a cura di), I Premi Hugo 1984-1990, traduzione di Giampiero Roversi, Grandi Opere Nord, n. 20, Milano, Editrice Nord, 1991.